# Банијер
Банијер (фр. Bannières) насеље је и општина у јужној Француској у региону Миди Пирене, у департману Тарн која припада префектури Кастр.
По подацима из 2011. године у општини је живело 190 становника, а густина насељености је износила 25,99 становника/km². Општина се простире на површини од 7,31 km². Налази се на средњој надморској висини од 250 метара (максималној 255 m, а минималној 161 m).

## Демографија
| 1962. | 1968. | 1975. | 1982. | 1990. | 1999. | 2011. |
| ----- | ----- | ----- | ----- | ----- | ----- | ----- |
| 97    | 137   | 117   | 113   | 112   | 130   | 190   |

График промене броја становника у току последњих година